# Église Notre-Dame de Porporières de Mérindol-les-Oliviers
L'église Notre-Dame de Porporières de Mérindol-les-Oliviers est un monument situé à Mérindol-les-Oliviers, commune de la Drôme.

## Description
L'église est inscrite à l'inventaire des monuments historiques depuis le 5 décembre 2000.

## Pour approfondir